# Севанський національний парк
Севанський національний парк — створений у Вірменії в 1978 році для захисту озера Севан і його околиць. Національний парк Севан підпадає під юрисдикцію Міністерства охорони природи, і управляється як дослідницький центр, який стежить за екосистемою, а також вживає різних заходів для її зберігання. Ліцензія на риболовлю на озері також регулюється. В наш час[коли?] Національний парк Севан є одним з двох існуючих національних парків у Вірменії (див. Діліжанський національний парк).

## Фауна

### Ссавці
Наукові знання про ссавців в басейні Севану досить бідні і фрагментарні. Як правило згадуються вовк, шакал, лисиця, куниця, кішка, заєць та дрібні гризуни.

## Птахи
Озеро Севан і його околиці багаті птахами. До 267 видів птахів зареєстровані в басейні Севану. Існуючі орнітофауни відносяться до настуних рядів:
- Пірникозоподібні
- Пеліканоподібні
- Фламінгоподібні
- Соколоподібні
- Гусеподібні
- Куроподібні
- Журавлеподібні
- Сивкоподібні
- Голубоподібні
- Зозулеподібні
- Совоподібні
- Дрімлюгоподібні
- Серпокрильцеподібні
- Сиворакшеподібні
- Дятлоподібні
- Горобцеподібні

39 видів занесені до Червоної книги Вірменії. Існують також ендемічні види — вірменський мартин (Larus armenicus).